# Premio Rommel Fernández
Nagroda Premio Rommel Fernández jest wręczana co roku najlepszym panamskim piłkarzom. Jest podzielona na trzy kategorie – najlepszego panamskiego piłkarza występującego w pierwszej lidze krajowej, najlepszego panamskiego piłkarza występującego w drugiej lidze krajowej i najlepszego panamskiego piłkarza występującego w lidze zagranicznej.
Plebiscyt powstał w maju 2013, w ramach obchodów 20. rocznicy tragicznej śmierci jednego z najwybitniejszych piłkarzy w historii Panamy – Rommela Fernándeza. Nagroda jest przyznawana przez panamski związek piłkarski Federación Panameña de Fútbol (FEPAFUT), zaś zwycięzcę spośród listy kandydatów wybiera w głosowaniu kilkudziesięciu dziennikarzy z czołowych mediów sportowych w kraju.
W 2018 roku do dwóch już istniejących dodano trzecią kategorię – dla najlepszego krajowego piłkarza drugiej ligi panamskiej.

## Lista zwycięzców
| 2012/2013 | Ricardo Clarke  | Sporting San Miguelito    |                | Gabriel Torres     | Zamora        | [ 1 ]       |       |
| 2013/2014 | Óscar McFarlane | Río Abajo                 | Adolfo Machado | Deportivo Saprissa | [ 2 ]         |             |       |
| 2014/2015 | Sergio Moreno   | Chorrillo                 | Jaime Penedo   | Los Angeles Galaxy | [ 3 ]         |             |       |
| 2015/2016 | Eric Hughes     | Independiente La Chorrera | Ismael Díaz    | FC Porto           | [ 4 ]         |             |       |
| 2016/2017 | César Medina    | Alianza                   | Román Torres   | Seattle Sounders   | [ 5 ]         |             |       |
| 2017/2018 | Jesús González  | Tauro                     | Yair Jaén      | Costa del Este     | Yoel Bárcenas | Cafetaleros | [ 6 ] |